# Julhös

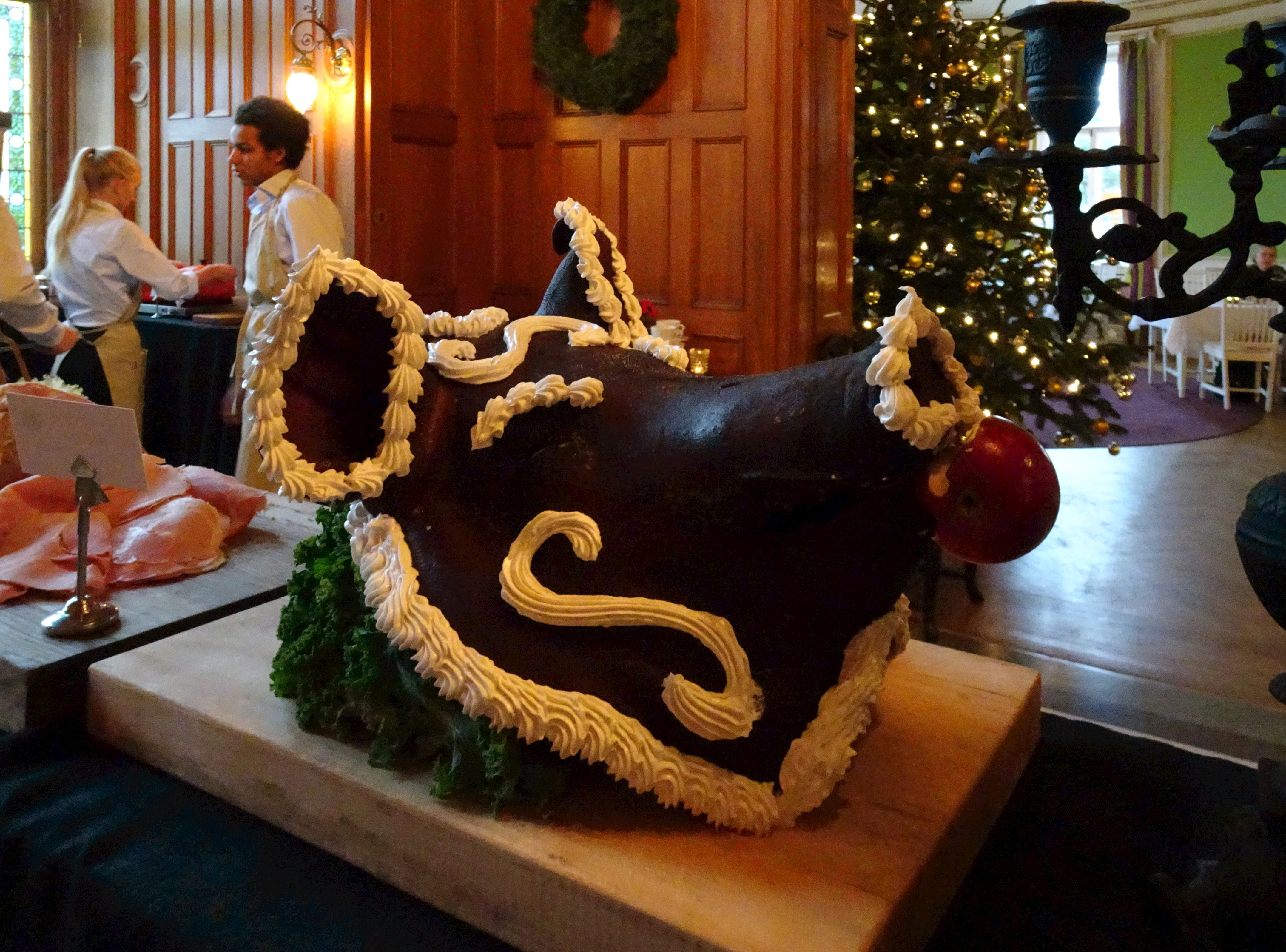
Ett dekorerat grishuvud hör ibland till större julbord.

Julhös var en i äldre tider på många ställen i Sverige och på andra håll bruklig julanrättning bestående av ett grishuvud. 
Under julen stod det dekorerade grishuvudet framme som skådemat för att ätas upp först efter julen. Seden kan möjligen gå tillbaka på antika sydeuropeiska traditioner.